# 803年
| 千纪： | 1千纪                                                                                           |
| 世纪： | 8世纪 \| 9世纪 \| 10世纪                                                                        |
| 年代： | 770年代 \| 780年代 \| 790年代 \| 800年代 \| 810年代 \| 820年代 \| 830年代                       |
| 年份： | 798年 \| 799年 \| 800年 \| 801年 \| 802年 \| 803年 \| 804年 \| 805年 \| 806年 \| 807年 \| 808年 |
| 纪年： | 癸未年（羊年）；唐貞元十九年；南诏上元二十年；日本延曆二十二年；渤海国正曆九年                  |

## 大事记
- 韩愈因进《论天旱人饥状》被贬为阳山县令。
- 乐山大佛建成。
- 查理曼为夺取亚得里亚海沿岸的威尼斯和达尔马提亚，开始与拜占廷作战，陆、海军都告捷。

## 出生
- 杜牧，中国唐朝诗人（852年去世，49岁）

## 逝世
- 伊琳娜女皇（752年－803年，51岁），拜占庭帝國伊蘇里亞王朝末代皇帝。